# Раменье (Боровёнковское сельское поселение)
Раменье — деревня в Окуловском муниципальном районе Новгородской области, относится к Боровёнковскому сельскому поселению.
Деревня расположена на Валдайской возвышенности, в 36 км к северо-западу от Окуловки (40 км по автомобильной дороге), до административного центра сельского поселения — посёлка Боровёнка 16 км (23 км по автомобильной дороге).
В 2 км западнее Раменья находятся деревни Поддубье и Каёво.
| 2010 |
| ---- |
| 7    |

## История
До 2005 года деревня входила в число населённых пунктов подчинённых администрации Каёвского сельсовета.

## Транспорт
Ближайшая железнодорожная станция расположена в Боровёнке. Через деревню проходит автомобильная дорога Боровёнка — Висленев Остров — Любытино.